# Де Вал, Рейн
Рейндерт Беренд Ян (Рейн) де Вал (нидерл. Reindert Berend Jan (Rein) de Waal; 24 ноября 1904, Амстердам — 31 мая 1985, Амстердам) — нидерландский крикетист и хоккеист на траве, защитник, тренер. Серебряный призёр летних Олимпийских игр 1928 года, бронзовый призёр летних Олимпийских игр 1936 года как игрок, серебряный призёр летних Олимпийских игр 1952 года, бронзовый призёр летних Олимпийских игр 1948 года как тренер.

## Биография
Рейн де Вал родился 24 ноября 1904 года в нидерландском городе Амстердам.
Играл в хоккей на траве за «Амстердамсе», с которым 9 раз становился чемпионом Нидерландов, в том числе в 1932—1934 и 1937 годах в качестве играющего тренера. Он также играл в крикет и был капитаном амстердамского клуба БПА, с которым выиграл чемпионат страны в 1937 году.
Сделал серьёзный вклад в то, что нидерландский хоккей вышел на международную арену. До того времени, когда Амстердам получил право на проведение летних Олимпийских игр 1928 года, в Нидерландах играли по собственным правилам. Они, в частности, подразумевали игру смешанными командами мягким оранжевым мячом и другими клюшками, отсутствие круга ворот. Де Вал был сторонником классического английского варианта игры, и вместе с другими активистами ему удалось добиться того, что и в Нидерландах перешли к нему. В 1926 году сборная Нидерландов сыграла по классическим правилам с Бельгией.
В 1928 году вошёл в состав сборной Нидерландов по хоккею на траве на летних Олимпийских играх в Амстердаме и завоевал серебряную медаль. Играл на позиции защитника, провёл 4 матча, мячей не забивал. Был капитаном команды.
В 1936 году вошёл в состав сборной Нидерландов по хоккею на траве на летних Олимпийских играх в Берлине и завоевал бронзовую медаль. Играл на позиции защитника, провёл 5 матчей, мячей не забивал. Был знаменосцем сборной Нидерландов на церемонии открытия Олимпиады.
За карьеру провёл 60 матчей за сборную Нидерландов, забил 1 мяч.
После Второй мировой войны был главным тренером сборной Нидерландов. В 1948 году завоевал с ней бронзу летних Олимпийских игр в Лондоне, в 1952 году — серебро летних Олимпийских игр в Хельсинки.
За 4 дня до отъезда на летние Олимпийские игры 1956 года в Мельбурне Нидерландский олимпийский комитет принял решение бойкотировать Игры в знак протеста против ввода советских войск в Венгрию. Вскоре де Вал навсегда покинул хоккей.
Был почётным членом Королевского хоккейного союза Нидерландов.
Умер 31 мая 1985 года в Амстердаме.

## Достижения и награды

### Командные

#### «Амстердамсе»
- Чемпион Нидерландов по хоккею на траве (9): 1925, 1926, 1927, 1928, 1929, 1932, 1933, 1934, 1937.

#### Сборная Нидерландов
- Серебряный призёр летних Олимпийских игр 1928 года
- Бронзовый призёр летних Олимпийских игр 1936 года
- Бронзовый призёр летних Олимпийских игр 1948 года (как тренер)
- Серебряный призёр летних Олимпийских игр 1952 года (как тренер)

#### ВРА
- Чемпион Нидерландов по крикету: 1937.

### Личные
- Рыцарь ордена Оранских-Нассау
- Почётный член Королевского хоккейного союза Нидерландов

## Семья
Отец Йохан Антон де Вал был родом из Леувардена, мать — Элизабет Класина Солкманс, родилась в Ньивер-Амстеле. Родители поженились в декабре 1890 года в Ньивер-Амстеле — на момент женитьбы отец работал подрядчиком. В их семье воспитывалось ещё семеро детей: пятеро сыновей и двое дочерей.
Женился в возрасте 34 лет — его супругой стала 21-летняя Каролине Терезе Схон, уроженка Гааги. Их брак был зарегистрирован 12 октября 1939 года в Амстердаме. В браке родилось четверо детей: дочери Эмма Вилхелмина и Эвелин Каролине, сыновья Рейндерт Берендьян и Артур Александер.